# Otto von Büngner
Otto Ernst von Büngner (ur. 22 marca 1858 w Rydze, zm. 20 sierpnia 1905 w St. Blasien) – niemiecki lekarz chirurg, profesor Uniwersytetu w Marburgu.
Syn Roberta von Büngnera i Anny z domu Zwenger. Studiował na Uniwersytecie w Dorpacie i na Uniwersytecie w Halle od 1877 do 1883; jego nauczycielami byli m.in. Eduard Georg von Wahl i Richard von Volkmann. W latach 1883-1885 był asystentem von Wahla w klinice chirurgicznej w Dorpacie, gdzie w 1885 uzyskał doktorat. W 1886 w Marburgu zdał egzaminy państwowe. Od 1887 do 1889 asystent w klinice w Halle. 25 października 1890 w Marburgu habilitował się. W 1894 roku został profesorem nadzwyczajnym.
Na jego cześć nazwano tzw. pasma Büngnera.

## Wybrane prace
- Die Schussverletzungen der Arteria Subclavia infraclavicularis und der Arteria Axillaris, 1885.
- Ueber die Degenerations- und Regenerationsvorgänge am Nerven nach Verletzungen, 1890.
- Zur Nachbehandlung der Tracheotomie, nebst Empfehlung einer neuen Tracheal-Canüle, 1892.
- Ueber die Degenerations und Regenerations vorgänge am Nerven nach Verletzungen, 1893.
- Ueber allgemeine multiple Neurofibrome des peripherischen Nervensystems und Sympathicus, 1897.
- Ueber die Tuberculose der Symphysis ossium pubis, 1899.
- Zur Anatomie und Pathologie der Gallenorgane und des Pankreas, 1902.
- Zur Asepsis bei Halsoperationen, 1901.